# Římskokatolická farnost Předklášteří
Římskokatolická farnost Předklášteří je územní společenství římských katolíků v obci Předklášteří s farním kostelem Nanebevzetí Panny Marie při klášteře Porta coeli.

## Území farnosti
- Předklášteří s farním kostelem Nanebevzetí Panny Marie a filiálními kostely Nanebevzetí Panny Marie a Nejsvětější Trojice
- Štěpánovice s kaplí sv. Cyrila a Metoděje a kaplí sv. Anny
- Zahrada s kaplí sv. Maří Magdalény

## Duchovní správci
Duchovním správcem zde byl od roku 2010 do července 2015 děkan z Tišnova R.D. Jiří Buchta. Od 1. srpna 2015 byl administrátorem excurrendo ustanoven R. D. Mgr. Josef Rybecký.

## Bohoslužby
| Kostel                  | Místo        | Bohoslužba (den)                                 | Hodina                      | Poznámka     |
| ----------------------- | ------------ | ------------------------------------------------ | --------------------------- | ------------ |
| Nanebevzetí Panny Marie | Předklášteří | neděle pondělí úterý středa čtvrtek pátek sobota | 10.15 17.30 6.30 17.30 6.30 | Farní kostel |

## Aktivity ve farnosti
Dnem vzájemných modliteb farností za bohoslovce a bohoslovců za farnosti brněnské diecéze je 10. duben. Adorační den připadá na nejbližší neděli po 17. říjnu.
Na území farnosti se koná Tříkrálová sbírka. Při sbírce v roce 2016 se vybralo v Předklášteří 44 911 korun, ve Štěpánovicích 16 721 korun. O rok později činil výtěžek sbírky v Předklášteří 51 720 korun, ve Štěpánovicích 21 342 korun.